# زافين المازيان
زاڤن ساركيفيتش ألمازيان (5 مايو 1950 – 1973) المعروف بلقب "سفاح فوروشيلوفغراد" (بالروسية: Ворошиловградский маньяк، بالحروف اللاتينية: Voroshilovgradskiy manyak)، كان قاتلًا متسلسلًا ومغتصبًا سوفيتيًا ارتكب سلسلة من الجرائم في روستوف على نهر الدون وفوروشيلوفغراد بين عامي 1969 وعام 1970، بما في ذلك ثلاث جرائم قتل.

## نبذة
وُلِد ألمازيان  في 5 مايو 1950 في روستوف على نهر الدون في عائلة أرمنية. خلال طفولته، وبالتوازي مع دراسته في المدرسة، كان يمارس المصارعة الحرة، حيث اتقن تقنيات الخنق التي كان سيستخدمها لاحقًا على ضحاياه. في عام 1968، تخرج من المدرسة والتحق بالمدرسة الفنية، حيث عمل كحمّال.